# Подленже (станция)
Подленже (пол. Podłęże) — пассажирская и грузовая железнодорожная станция в селе Подленже в гмине Неполомице, в Малопольском воеводстве Польши. Имеет 2 платформы и 4 пути.

Станция была построена на линии Галицкой железной дороги имени Карла Людвига (Краков — Тарнув — Жешув — Пшемысль — Львов — Красное — Тернополь — Подволочиск) в 1856 году, когда эта территория была в составе Королевства Галиции и Лодомерии. С 1955 года с этой линией здесь соединяется линия Краков-Мыдльники — Подленже.

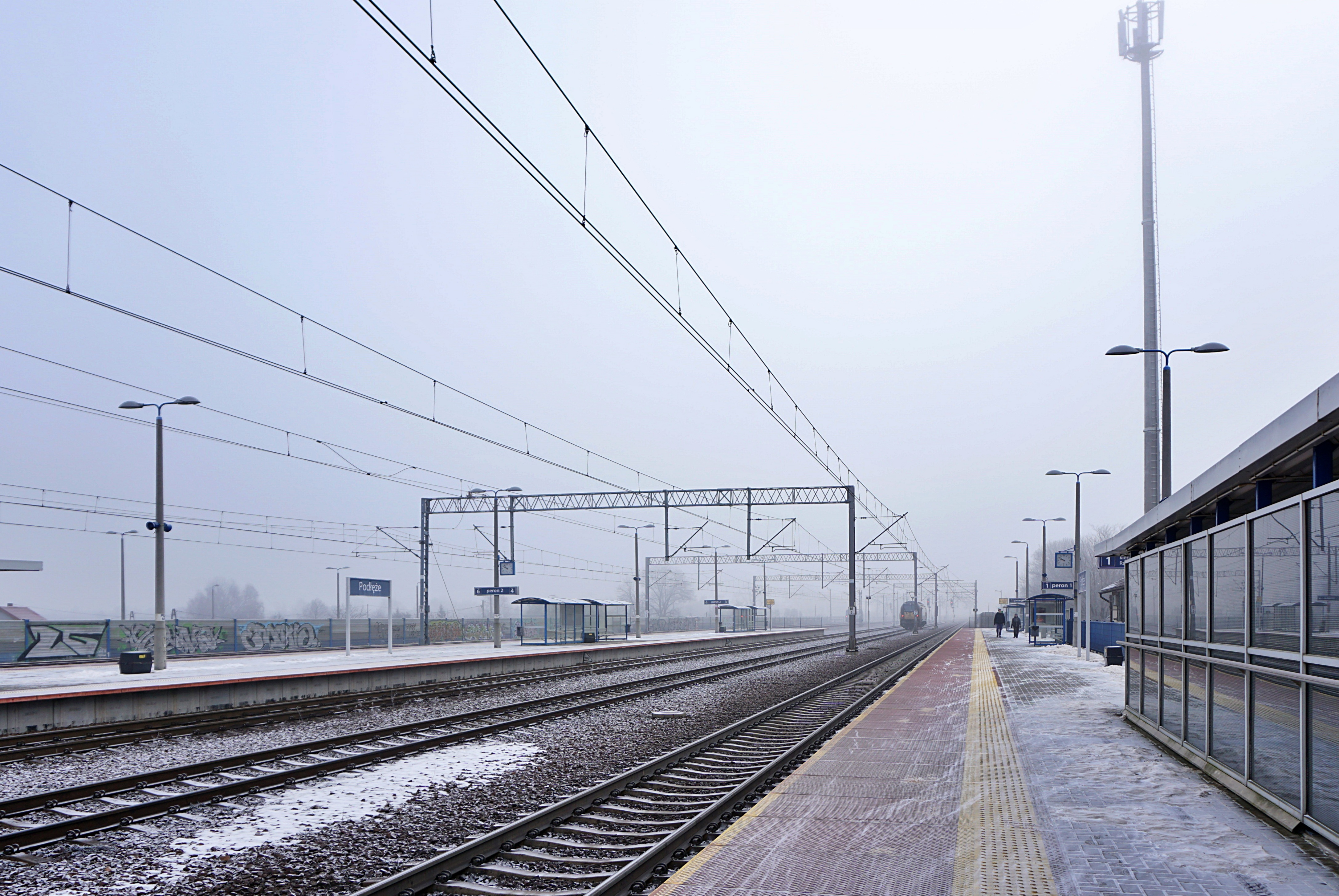
Вид на восток